# Odontoloma pauliani
Odontoloma pauliani là một loài bọ cánh cứng trong họ Bọ hung (Scarabaeidae).